# Lidia (genre)
Pour les articles homonymes, voir Lydia.
Genre
Lidia est un genre d'araignées aranéomorphes de la famille des Linyphiidae.

## Distribution
Les espèces de ce genre se rencontrent au Kazakhstan et au Kirghizistan.

## Liste des espèces
Selon World Spider Catalog (version 16.5, 21/10/2015) :
- Lidia molesta (Tanasevitch, 1989)
- Lidia tarabaevi Saaristo & Marusik, 2004

## Publication originale
- Saaristo & Marusik, 2004 : Two new petrophilous micronetine genera, Agyphantes gen. n. and Lidia gen. n. (Araneae, Linyphiidae, Micronetinae), from the eastern Palearctic with descriptions of two new species. Bulletin of the British Arachnological Society, vol. 13, p. 76-82.